# نادي بوتوشاني
نادي بوتوشاني لكرة القدم (بالرومانية: Fotbal Club Botoșani)‏ هو نادي كرة قدم روماني من مدينة بوتوشاني في مقاطعة بوتوشاني الرومانية.
تم تأسيس النادي في عام 2001.

## روابط خارجية
- الموقع الرسمي